# Liste du patrimoine immobilier classé de Seneffe
Cette page regroupe l'ensemble du patrimoine immobilier classé de la ville belge de Seneffe.
| Objet | Année de construction / Architecte | Adresse                           | Section communale | Coordonnées                      | Numéro d’inventaire | Illustration |
| --- | ---------------------------------- | --------------------------------- | ----------------- | -------------------------------- | ------------------- | --- |
| Château de Seneffe et certaines dépendances (M) et ensemble formé par ledit château et ses dépendances, le parc, avec étangs, qui les entoure, ainsi que l'allée menant au château (S) |                                    |                                   |                   | 50° 31′ 32″ nord, 4° 16′ 19″ est | 52063-CLT-0001-01   | Château de Seneffe et certaines dépendances (M) et ensemble formé par ledit château et ses dépendances, le parc, avec étangs, qui les entoure, ainsi que l'allée menant au château (S) |
| Château Buisseret et domaine qui l'entoure |                                    | Rue Général Leman, n°17           |                   | 50° 31′ 38″ nord, 4° 13′ 30″ est | 52063-CLT-0003-01   | Image manquanteTéléverser |
| Château de l'Espinette et alentours, avenue de la Motte Baraffe, n°2A |                                    | Avenue de la Motte Baraffe n°2A   |                   | 50° 32′ 00″ nord, 4° 15′ 25″ est | 52063-CLT-0005-01   | Image manquanteTéléverser |
| Tunnel de Godarville, partie de l'ancien canal de Charleroi et alentours, comprenant le Bois de Bomerée et le pont de l'Origine                                                        |                                    | Rue du Pont de l'Origine          |                   | 50° 30′ 44″ nord, 4° 16′ 09″ est | 52063-CLT-0006-01   | Image manquanteTéléverser |
| Maison espagnole ou salon de l'Alcazar (façade), Grand-Place, n°22 |                                    |                                   |                   | 50° 34′ 05″ nord, 4° 16′ 32″ est | 52063-CLT-0007-01   | Image manquanteTéléverser |
| Ferme du Prieuré de Renissart (façades du logis donnant sur le jardin) |                                    | Rue de Renissart n°9              |                   | 50° 32′ 41″ nord, 4° 17′ 30″ est | 52063-CLT-0008-01   | Ferme du Prieuré de Renissart (façades du logis donnant sur le jardin) |
| Chapelle Notre-Dame de Bon Conseil (M) |                                    | Rue de Bon Conseil                |                   | 50° 34′ 17″ nord, 4° 17′ 01″ est | 52063-CLT-0009-01   | Image manquanteTéléverser |
| Bois de l'Hôpital (+ NIVELLES/Monstreux) |                                    |                                   |                   | 50° 35′ 32″ nord, 4° 15′ 49″ est | 52063-CLT-0010-01   | Image manquanteTéléverser |
| Pont métallique tournant et la passerelle qui enjambent l'ancien canal de Charleroi-Bruxelles                                                                                          |                                    |                                   |                   | 50° 34′ 01″ nord, 4° 16′ 17″ est | 52063-CLT-0011-01   | Image manquanteTéléverser |
| Pont métallique tournant et la passerelle enjambant l'ancien canal Charleroi-Bruxelles                                                                                                 |                                    |                                   |                   | 50° 34′ 01″ nord, 4° 16′ 28″ est | 52063-CLT-0012-01   | Image manquanteTéléverser |
| L'église Saint-Barthélemy : chœur (M) et ensemble formé par l'église, le cimetière et le mur de clôture (S)                                                                            |                                    |                                   |                   | 50° 31′ 20″ nord, 4° 12′ 39″ est | 52063-CLT-0013-01   | Image manquanteTéléverser |
| Chapelle Notre-Dame de Bon Secours, chaussée de Marche | 1641                               | Chaussée de Marche                |                   | 50° 33′ 38″ nord, 4° 14′ 06″ est | 52063-CLT-0015-01   | Chapelle Notre-Dame de Bon Secours, chaussée de Marche |
| L'église Sainte-Aldegonde (tour et tourelle d'escalier) |                                    |                                   |                   | 50° 33′ 45″ nord, 4° 15′ 05″ est | 52063-CLT-0016-01   | Image manquanteTéléverser |
| L'église Sainte-Aldegonde (extension de classement à l'ensemble de l'édifice) |                                    |                                   |                   | 50° 33′ 45″ nord, 4° 15′ 04″ est | 52063-CLT-0017-01   | Image manquanteTéléverser |
| Vieux Tilleul de l'Espinette ou de la Cure |                                    | Rue Joseph Wauters                |                   | 50° 33′ 52″ nord, 4° 15′ 06″ est | 52063-CLT-0018-01   | Image manquanteTéléverser |
| Château : parties anciennes du château et embarcadère Renaissance du château moderne (M); ensemble formé par la propriété avec le parc, l'étang et les douves (S)                      |                                    | Rue V. Rousseau, n°2              |                   | 50° 33′ 43″ nord, 4° 15′ 08″ est | 52063-CLT-0019-01   | Image manquanteTéléverser |
| Château de La Rocq et ses abords immédiats |                                    |                                   |                   | 50° 34′ 56″ nord, 4° 15′ 11″ est | 52063-CLT-0020-01   | Château de La Rocq et ses abords immédiats |
| L'église Saint-Martin |                                    |                                   |                   | 50° 33′ 15″ nord, 4° 18′ 48″ est | 52063-CLT-0021-01   | Image manquanteTéléverser |
| Presbytère de la paroisse Saints-Quirice-et-Julitte (M), jardin et terrain compris entre le mur d'enceinte et la chaussée, chemin du Château de Buisseret                              |                                    |                                   |                   | 50° 31′ 45″ nord, 4° 15′ 23″ est | 52063-CLT-0022-01   | Image manquanteTéléverser |
| Bois de Renissart |                                    |                                   |                   | 50° 32′ 07″ nord, 4° 18′ 22″ est | 52063-CLT-0023-01   | Image manquanteTéléverser |
| Bois d'Arpes ( + NIVELLES/Monstreux) |                                    |                                   |                   | 50° 34′ 38″ nord, 4° 16′ 47″ est | 52063-CLT-0024-01   | Image manquanteTéléverser |
| Ancien canal de Bruxelles-Charleroi et ses abords sur la section comprise entre le pont tournant d'Arquennes et le parc du château de la Rocq à Seneffe                                |                                    |                                   |                   | 50° 34′ 57″ nord, 4° 15′ 11″ est | 52063-CLT-0027-01   | Image manquanteTéléverser |
| Biefs de l'ancien canal Bruxelles-Charleroi entre la maison pontière de Seneffe et l'ancienne écluse n°14                                                                              |                                    |                                   |                   | 50° 31′ 42″ nord, 4° 15′ 34″ est | 52063-CLT-0029-01   | Image manquanteTéléverser |
| ZP de la chapelle Notre-Dame de la Charité, sise rue de Scoumont à Obaix-Rosseignes (+ PONT-A-CELLES/Obaix)                                                                            |                                    | Rue de Scoumont, Obaix-Rosseignes |                   | 50° 32′ 37″ nord, 4° 18′ 36″ est | 52063-CLT-0030-01   | Image manquanteTéléverser |
| Le château et le théâtre (M) et l'ensemble formé par ledit château et ses dépendances, le parc, avec étangs, qui les entoure, ainsi que l'allée menant au château (S)                  |                                    |                                   |                   | 50° 31′ 33″ nord, 4° 16′ 11″ est | 52063-PEX-0001-01   | Le château et le théâtre (M) et l'ensemble formé par ledit château et ses dépendances, le parc, avec étangs, qui les entoure, ainsi que l'allée menant au château (S)                  |